# Kuchyňka
Kuchyňka är ett berg i Tjeckien.   Det ligger i regionen Mellersta Böhmen, i den centrala delen av landet, 40 km sydväst om huvudstaden Prag. Toppen på Kuchyňka är 634 meter över havet.
Terrängen runt Kuchyňka är kuperad åt nordväst, men åt sydost är den platt.Runt Kuchyňka är det ganska tätbefolkat, med 54 invånare per kvadratkilometer. Närmaste större samhälle är Příbram, 11,7 km söder om Kuchyňka. I omgivningarna runt Kuchyňka växer i huvudsak blandskog.